# Цыплята тандури
Цыплята тандури (в.-пандж. ਤੰਦੂਰੀ ਚਿਕਨ, tanduri chican) — популярное индийское блюдо пенджабского происхождения, представляющее собой маринованных цыплят, запечённых в печи тандури.
Для блюда птицу, целиком или частями, маринуют в йогурте с добавлением специй (кайенский перец, острый перец чили или других острых смесей), а затем запекают на большом огне в печи тандури. Благодаря маринованию на приготовление курятины уходит меньше времени, что позволяет готовить её при температуре 300—500 градусов в течение 12—15 минут, к тому же мясо приобретает характерный красный цвет.
Смеси, используемые для мариновки, стали настолько популярны, что используются под общим названием «тандури-масала». В традиционной версии блюдо достаточно острое, однако во многих ресторанах, ориентированных на западных посетителей, острота блюда значительно снижена.
Употребляется вместе с нааном и рисом. При отсутствии печи тандури может применяться обычный духовой шкаф или гриль, однако период приготовления блюда в этом случае возрастает до 20—30 минут, не считая мариновки (которая осуществляется на протяжении 8 часов при комнатной температуре).